# Дракула (фильм, 1992)
«Дракула» (также известен как «Дракула Брэма Стокера», англ. Bram Stoker's Dracula) — готический фильм ужасов режиссёра Френсиса Форда Копполы, основанный на одноимённом романе Брэма Стокера. Это одна из наиболее точных экранизаций «Дракулы»: в фильме есть сцены, которых нет в книге (в частности, вступление), но почти все сцены из книги переданы близко к тексту.
В главных ролях снялись Вайнона Райдер, Киану Ривз, лауреаты премии «Оскар» Гэри Олдмен и Энтони Хопкинс. Мировая премьера состоялась 13 ноября 1992 года. По фильму была издана игра Bram Stoker’s Dracula.
Фильм получил в основном положительные оценки в прессе, особенно за костюмы, декорации и верность первоисточнику (критиковали только игру Киану Ривза). «Дракула» собрал в прокате более 200 миллионов долларов при бюджете в 40 миллионов.

## Сюжет
Фильм начинается с эпизода, когда в 1462 году Влад Дракула отправляется на битву с турками. Он одерживает над ними победу, однако турки успевают послать в замок ложное сообщение о его смерти, и невеста Дракулы, Элизабета, кончает жизнь самоубийством. Узнав от священников, что душа его жены-самоубийцы проклята, граф отказывается от Бога, чем обрекает себя на вечные терзания. От ярости Дракула берёт меч и вонзает его по центру каменного креста, после чего из трещины льётся кровь. Он берёт чашу и начинает пить эту кровь, а перед этим говорит: «Кровь — это жизнь, и она будет моей». Охваченный отчаянием Дракула поклялся вернуться из мира мёртвых, чтобы жестоко отомстить за смерть Элизабет, и так превратился в вампира.
В 1897 году молодого агента по продаже недвижимости, Джонатана Харкера, принимает у себя трансильванский граф Дракула. Харкер — преемник своего коллеги, Р. Рэнфилда, сошедшего с ума после посещения графа. Джонатан отправляется в Трансильванию, чтобы организовать приобретение недвижимости Дракулой в Лондоне, в том числе в Аббатстве Карфакс. Среди бумаг Харкера Дракула обнаруживает фотокарточку Мины, его невесты. Граф верит, что Мина — реинкарнация его погибшей жены — Элизабеты. Дракула оставляет Джонатана под надзором своих невест-вампирш, а сам в ящиках с родной землёй отправляется в Лондон. Его прибытие предсказывает Рэнфилд, находящийся в клинике для душевнобольных доктора Джека Сьюарда. В Лондоне Дракула нападает на подругу Мины, Люси Вестенра, постепенно превращая её в вампира. Ухудшение здоровья Люси вынуждает её поклонника, доктора Сьюарда, обратиться за помощью к старому другу, Абрахаму Ван Хельсингу. В то время, пока Джонатан пытается сбежать от невест Дракулы, Мина знакомится с графом. Мина ощущает, что они давно знакомы. Джонатану с трудом удаётся сбежать, его находят монахини румынского монастыря Святого Причастия. Харкер понимает, что Мина в смертельной опасности, и просит её немедленно приехать и обвенчаться с ним. Мина покидает Дракулу без объяснений. Граф в порыве отчаяния убивает Люси и она окончательно становится вампиром. После её похорон в округе начинают исчезать дети, Ван Хельсинг, доктор Сьюард, жених Люси Артур Холмвуд и ещё один её безутешный поклонник Куинси Моррис идут по следу и убеждаются, что детей похищает вампирша Люси. Чтобы остановить её, они отрубают ей голову...
После возвращения Харкера и Мины в Лондон Ван Хельсинг, Джек Сьюард, Артур Холмвуд и Куинси Моррис в отправляются в Аббатство Карфакс для того, чтобы сжечь ящики с землёй, питающей Дракулу. Граф в это время убивает Рэнфилда и посещает Мину в виде марева. Мина понимает, что её таинственный возлюбленный и граф Дракула — одно и то же лицо. Дракула нехотя по просьбе Мины обращает её в вампира. Ван Хельсинг врывается в последний момент, но граф объявляет, что она его невеста и они опоздали. Дракула отправляется домой, в Трансильванию. Друзья Мины спешат в Варну, чтобы уничтожить графа. Они опаздывают, цыгане — подручные Дракулы — уже забрали его. В это время Мина и Ван Хельсинг уже в замке вампира. Ночью невесты пытаются околдовать Мину. Ван Хельсинг с помощью молитв помогает ей и убивает вампирш.
Харкер с друзьями догоняет Дракулу. Борьба между ними протекает на закате. Харкер и Моррис сильно ранят Дракулу, но Мина бросается на его защиту. Холмвуд пытается атаковать, но Ван Хельсинг и Харкер позволяют ей уйти. Моррис умирает в окружении своих друзей. В часовне, где он когда-то отрёкся от Бога, Дракула умирает. Он просит Мину подарить ему вечный покой. Мина целует его и пронзает сердце насквозь ножом, а свечи, украшающие часовню, чудесным светом вспыхивают, что свидетельствует о возвращении Бога в это проклятое место. Мина видит, что души Дракулы и Элизабет спасены и отправляются в рай. Сама Мина освобождается от вампиризма и воссоединяется с Джонатаном.

## В ролях
В скобках указаны актёры дубляжа на русский язык.
- Гэри Олдмен — граф Дракула (дублировал Владимир Ерёмин)
- Вайнона Райдер — Мина Мюррей, Элизабета (дублировала Жанна Никонова)
- Энтони Хопкинс — профессор Абрахам Ван Хельсинг (дублировал Виктор Петров)
- Киану Ривз — Джонатан Харкер (дублировал Всеволод Кузнецов)
- Ричард Э. Грант — доктор Джек Сьюард (дублировал Сергей Чекан)
- Кэри Элвес — лорд Артур Холмвуд (дублировал Александр Рахленко)
- Билл Кэмпбелл — Куинси Моррис
- Сэйди Фрост — Люси Вестенра (дублировала Мария Овчинникова)
- Том Уэйтс — Ренфилд (дублировал Борис Быстров)
- Моника Беллуччи — невеста Дракулы
- Микаэла Берку — невеста Дракулы
- Флорина Кендрик — невеста Дракулы
- Октавиан Кадиа — диакон

## Награды
- 1992 — Премия «Оскар» — Лучший художник по костюмам — Эйко Исиока
- 1992 — Премия «Оскар» — Лучшие звуковые эффекты
- 1992 — Премия «Оскар» — Лучший грим
- 1993 — Премия «Сатурн» — Лучший актёр — Гэри Олдмен
- 1993 — Премия «Сатурн» — Лучшие костюмы — Эйко Исиока
- 1993 — Премия «Сатурн» — Лучший режиссёр — Френсис Форд Коппола
- 1993 — Премия «Сатурн» — Лучший фильм ужасов
- 1993 — Премия «Сатурн» — Лучший сценарий — Джеймс Харт

Фильм также номинировался на премию MTV Movie Awards за лучший поцелуй (Гэри Олдмен и Вайнона Райдер).

## Компьютерная игра
По мотивам фильма в 1993 году вышла одноимённая компьютерная игра.